# Paral·lel 63° nord
El paral·lel 63° nord és una línia de latitud que es troba a 63 graus nord de la línia equatorial terrestre. Travessa Europa, Àsia, l'Oceà Pacífic, Amèrica del Nord l'oceà Atlàntic.

## Geografia
En el sistema geodèsic WGS84, al nivell de 63° de latitud nord, un grau de longitud equival a 50,673 km; la longitud total del paral·lel és de 18.242 km, que és aproximadament 45,5% de la de l'equador, del que es troba a 6.988 km i a 3.014 km del pol Nord
Com tots els altres paral·lels a part de l'equador, el paral·lel 63° nord no és un cercle màxim i no és la distància més curta entre dos punts, fins i tot si es troben al mateix latitud. Per exemple, seguint el paral·lel, la distància recorreguda entre dos punts de longitud oposada és 9.121 km; després d'un cercle màxim (que passa pel Pol Nord), només és 6.028 km.

## Durada del dia
En aquesta latitud, el sol és visible durant 20 hores i 19 minuts a l'estiu, i 4 hores i 43 minuts en solstici d'hivern.

## Arreu del món
Començant al meridià de Greenwich i dirigint-se cap a l'est, el paral·lel 63º passa per:
| Coordenades                               | País, territori o mar | Notes                                                 |
| ----------------------------------------- | --------------------- | ----------------------------------------------------- |
| 63° 0′ N, 0° 0′ E / 63.000°N,0.000°E      | Oceà Atlàntic         | Mar de Noruega                                        |
| 63° 0′ N, 7° 8′ E / 63.000°N,7.133°E      | Noruega               |                                                       |
| 63° 0′ N, 12° 12′ E / 63.000°N,12.200°E   | Suècia                | Continent i l'illa Ulvön                              |
| 63° 0′ N, 18° 39′ E / 63.000°N,18.650°E   | Mar Bàltic            | Golf de Bòtnia                                        |
| 63° 0′ N, 21° 7′ E / 63.000°N,21.117°E    | Finlàndia             |                                                       |
| 63° 0′ N, 31° 30′ E / 63.000°N,31.500°E   | Rússia                |                                                       |
| 63° 0′ N, 179° 15′ E / 63.000°N,179.250°E | Mar de Bering         |                                                       |
| 63° 0′ N, 169° 46′ O / 63.000°N,169.767°O | Estats Units          | Alaska – Illa de Sant Llorenç                         |
| 63° 0′ N, 169° 33′ O / 63.000°N,169.550°O | Mar de Bering         |                                                       |
| 63° 0′ N, 164° 43′ O / 63.000°N,164.717°O | Estats Units          | Alaska                                                |
| 63° 0′ N, 141° 0′ O / 63.000°N,141.000°O  | Canadà                | Yukon Territoris del Nord-oest Nunavut                |
| 63° 0′ N, 90° 42′ O / 63.000°N,90.700°O   | Badia de Hudson       | Passa al sud de l'illa Southampton, Nunavut, Canadà   |
| 63° 0′ N, 84° 55′ O / 63.000°N,84.917°O   | Estret de Fisher      |                                                       |
| 63° 0′ N, 82° 43′ O / 63.000°N,82.717°O   | Canadà                | Nunavut – Illa Bencas                                 |
| 63° 0′ N, 82° 41′ O / 63.000°N,82.683°O   | Estret d'Evans        | Passa al nord de l'illa Coats, Nunavut, Canadà        |
| 63° 0′ N, 81° 50′ O / 63.000°N,81.833°O   | Badia de Hudson       |                                                       |
| 63° 0′ N, 78° 30′ O / 63.000°N,78.500°O   | Estret de Hudson      | Passa al sud de l'illa Nottingham, Nunavut, Canadà    |
| 63° 0′ N, 71° 12′ O / 63.000°N,71.200°O   | Canadà                | Nunavut – Península Meta Incognita, illa de Baffin    |
| 63° 0′ N, 67° 28′ O / 63.000°N,67.467°O   | Badia de Frobisher    |                                                       |
| 63° 0′ N, 66° 54′ O / 63.000°N,66.900°O   | Canadà                | Nunavut – Illa Chase i península Hall, illa de Baffin |
| 63° 0′ N, 64° 45′ O / 63.000°N,64.750°O   | Estret de Davis       |                                                       |
| 63° 0′ N, 50° 30′ O / 63.000°N,50.500°O   | Groenlàndia           |                                                       |
| 63° 0′ N, 41° 28′ O / 63.000°N,41.467°O   | Oceà Atlàntic         |                                                       |